# Festival di Bayreuth
L'annuale Festival di Bayreuth (in tedesco Bayreuther Festspiele) a Bayreuth, in Baviera (Germania), è dedicato esclusivamente alla rappresentazione dei drammi del compositore tedesco Richard Wagner. Wagner stesso concepì e promosse l'idea di uno specifico festival per rappresentare il monumentale ciclo Der Ring des Nibelungen (L'anello del nibelungo) e il Parsifal.
Le rappresentazioni hanno luogo in un teatro appositamente costruito, il Festspielhaus di Bayreuth. Wagner supervisionò personalmente la progettazione di questo teatro, che presenta un grande palco con le attrezzature tecniche necessarie per il particolare allestimento dei suoi lavori, e una serie di importanti innovazioni architettoniche: innanzi tutto, la grande orchestra è posizionata in una specie di fossa scavata sotto il palcoscenico (il "golfo mistico") che la nasconde completamente allo sguardo degli spettatori; anche il direttore d'orchestra restava invisibile, bandendo quindi il retorico rituale degli applausi a ogni sua apparizione sul podio. Inoltre non ci sono né palchetti laterali né palco reale o loggione, tutti inglobati in un'unica grande platea in discesa di forma semicircolare con semplici panche in legno. Infine, mancano le eleganti decorazioni presenti in tutti i teatri dell'epoca per ottenere quanto più possibile uno spazio sobrio e quasi mistico, sensazione accentuata dalle luci che vengono spente all'inizio della rappresentazione (soluzione adottata per la prima volta nella storia del teatro proprio a Bayreuth).
Il Festival è diventato meta di pellegrinaggio per wagneriani entusiasti, che spesso devono aspettare anni prima di riuscire a procurarsi un biglietto.

## Origini del Festival

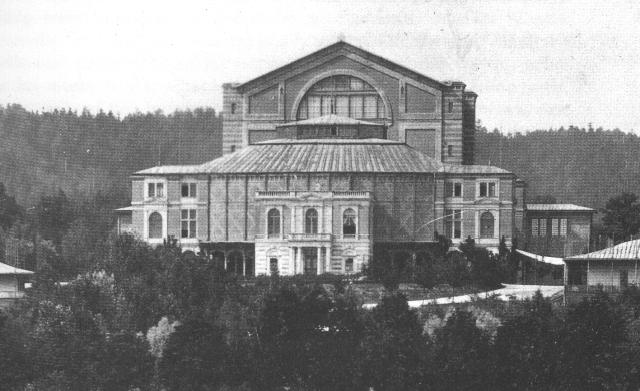
Il Festspielhaus di Bayreuth nel 1882.

L'idea di rappresentare la sua tetralogia dell'Anello del Nibelungo non nei normali teatri del tempo ma in forma di "evento" unico e irripetibile (inizialmente il compositore pensava ad un'unica rappresentazione completamente gratuita e popolare in un teatro di legno appositamente costruito, che poi avrebbe dovuto essere bruciato) Wagner l'aveva già concepita fin dagli anni '40, ma riuscì a realizzarla solo 30 anni più tardi dopo innumerevoli difficoltà. 
Dal punto di vista materiale, le origini del Festival si individuano nell'interesse di Wagner a raggiungere l'indipendenza finanziaria. Nel 1865, la crisi del rapporto col suo mecenate - Luigi II di Baviera - costrinsero il musicista a lasciare Monaco. Wagner pensò quindi di costruire il teatro a Norimberga, che avrebbe tra l'altro realizzato gli ideali espressi nei Maestri cantori. Dietro consiglio di Hans Richter, però, la scelta cadde su Bayreuth, che ai suoi occhi presentava tre vantaggi: per prima cosa, la città già vantava uno splendido teatro: il Teatro dell'Opera fatto costruire dal margravio Federico e da sua moglie, Friederike Sophie Guglielmina (sorella del re di Prussia Federico II) nel 1747. Inoltre, la città di Bayreuth si trovava al di fuori delle regioni dove Wagner non godeva più dei diritti d'autore, diritti che aveva venduto nel 1864 per alleviare le pressanti preoccupazioni finanziarie. Infine, la tranquilla cittadina non aveva una vita culturale che potesse competere con l'auspicabile "dominio" wagneriano.
Nell'aprile del 1870, Wagner e sua moglie Cosima visitarono Bayreuth. Ma, una volta ispezionato, il Teatro dell'Opera apparve inadeguato. Era stato costruito per le orchestre barocche del XVIII secolo ed era perciò inadatto alle complesse messe in scena che i drammi di Wagner richiedevano. Ciò nonostante, il governo cittadino si dimostrò disponibile ad aiutaril compositore nella costruzione di un teatro interamente nuovo, e il Festival fu programmato per il 1873.
Dopo un infruttuoso incontro col cancelliere tedesco Otto von Bismarck, Wagner si impegnò in un massiccio tour al fine di trovare il denaro necessario e gli artisti più adatti. Un'iniziale sottoscrizione pubblica si rivelò però una delusione. Come parte dello sforzo per assicurare le coperture finanziarie, Wagner e l'amico Emil Heckel fondarono alcune piccole "Società Wagneriane" a Lipsia, Berlino e Vienna.
Nonostante i ripetuti appelli fondati sul ruolo di Wagner come rappresentante culturale del nuovo Reich, le società e gli altri mezzi di finanziamento erano costantemente a secco. Wagner si appellò nuovamente a Bismarck, ma il pragmatico cancelliere gli rifiutò ancora una volta ogni aiuto.
Disperato, Wagner tornò a rivolgersi al suo antico patrono, Luigi II, il quale - inorridito all'idea che Wagner potesse essere aiutato dai prussiani - gli assegnò 100.000 gulden vincolati però sul piano legale: la somma avrebbe dovuto essere restituita entro 18 mesi dall'inaugurazione del Festival (vent'anni dopo, la famiglia del musicista non aveva ancora finito di estinguere il prestito). La costruzione del teatro fu affidata al celebre architetto Gottfried Semper e i lavori iniziarono immediatamente - sotto la pioggia - il giorno di Pentecoste del 1874. Il debutto fu posticipato di un anno a causa dei ritardi nella costruzione.

## La storia dei primi festival

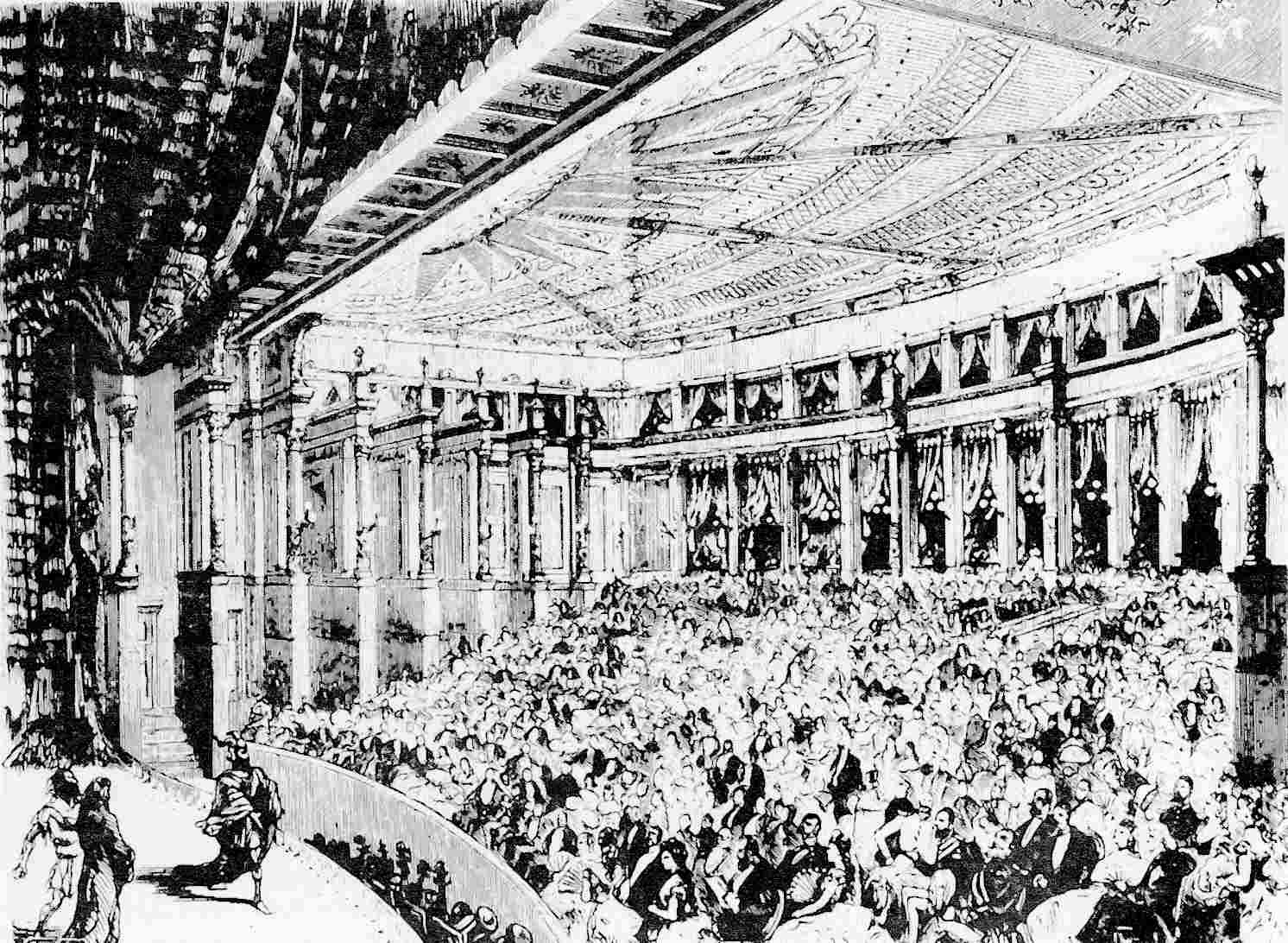
La prima de L'oro del Reno a Bayreuth nel 1876.

Sin dalla sua apertura nell'estate del 1876, il Festival di Bayreuth è stato un vero e proprio fenomeno socio-culturale. All'inaugurazione era presente una lista di ospiti illustri: il Kaiser Guglielmo I, l'imperatore del Brasile Dom Pedro II, il re Ludwig II di Baviera (il quale, per la verità, assistette in segreto solo alle prove generali, probabilmente per evitare di incontrare il Kaiser), altri esponenti della nobiltà e compositori famosi come Anton Bruckner, Edvard Grieg, Pëtr Il'ič Čajkovskij e Franz Liszt. Era pure presente Friedrich Nietzsche, il devoto ammiratore che aveva dedicato al musicista Richard Wagner a Bayreuth - una delle Considerazioni inattuali pubblicate proprio in quell'anno - e che, però, aveva già intrapreso il cammino che lo portò al totale rinnegamento.
Dal punto di vista artistico, il festival fu un grande successo («...a Bayreuth abbiamo assistito a qualcosa che i nostri nipoti e i loro figli ancora ricorderanno.», scrisse Čajkovskij, che assistette al Festival in qualità di corrispondente per un giornale russo.) Dal punto di vista finanziario, come al solito, fu un vero disastro. Wagner abbandonò il progetto originario di tenere un secondo Festival l'anno seguente e si recò a Londra per condurre una serie di concerti, nel tentativo di recuperare il debito accumulato. Il teatro rimase chiuso per sei anni e sopravvisse grazie agli interventi statali e al continuo supporto di influenti wagneriani, tra cui il generoso Luigi II.
Fin dai suoi inizi, il Festival ha attratto i più importanti cantanti e direttori d'orchestra del mondo, molti dei quali si esibirono gratuitamente. Tra questi Hans Richter, che diresse la prima del ciclo dell'Anello nel 1876 con l'assistenza del giovane Engelbert Humperdinck, la regia del compositore, Lilli Lehmann e Heinrich Vogl. Un altro fu il grande direttore d'orchestra Hermann Levi, scelto personalmente da Wagner per dirigere la prima del Parsifal nel 1882, durante la seconda edizione del Festival (l'ultima cui assistette Wagner, che morì il 13 febbraio del 1883). Levi, figlio di un rabbino e fervente ammiratore del Maestro, divenne il principale direttore del teatro per i successivi due decenni. Felix Mottl, coinvolto nel Festival dal 1876 al 1901, vi diresse Tristan und Isolde nel 1886.
All'alba del nuovo secolo, fino agli anni '20, le rappresentazioni di Bayreuth si caratterizzarono per la più stretta osservanza alle tradizioni dei tempi in cui Wagner era in vita. Fu soprattutto la vedova del compositore, Cosima - a lui sopravvissuta per oltre quarant'anni - a insistere su questo punto. Era proibito eliminare anche una sola nota dalle enormi partiture (i famigerati "tagli") e si evitarono innovazioni nella messa in scena. Wagner aveva sempre insistito per avere animali veri sul palco nelle scene in cui erano previsti, e Cosima fece lo stesso. A partire dal 1928, però, vennero installati i primi microfoni di registrazione, incidendo per la prima volta un'esecuzione dal vivo: era il Tristano diretto da Elmendorff, mutilato da parecchi "tagli".

## Bayreuth e il Terzo Reich
Negli anni '20, poco prima dell'ascesa del Partito Nazista, Winifred Wagner (alla guida del festival dopo la morte del marito Siegfried, figlio del compositore, avvenuta nel 1930) divenne un'ardente sostenitrice e un'intima amica di Adolf Hitler. Durante i mesi della sua prigionia, Hitler poté scrivere il Mein Kampf sui fogli di carta che Winifred gli passava, e villa Wahnfried ospitò più volte le visite del Führer. A causa di questi legami, oltre che - ovviamente - dei discussi legami ideologici tra il Nazismo e il pensiero wagneriano, Bayreuth fu considerata come uno dei cuori pulsanti del Terzo Reich, e fu in grado di mantenere la sua indipendenza artistica contrariamente ad altri teatri d'opera, trasformati in meri strumenti di propaganda. L'arte di Wagner, già di per sé, era considerata da Hitler come fondamentale, e non c'era dunque bisogno di manipolarla travisandone il significato. Se mai, annullò la possibilità che in Wagner potesse celarsi un richiamo a tendenze politiche di stampo anche opposto al Nazismo, cosa, questa, che Hitler non prese mai personalmente in considerazione.
Curiosamente, il Führer assistette a rappresentazioni che includevano anche cantanti ebrei e stranieri, ben dopo il loro allontanamento da ogni altro palcoscenico tedesco. 
L'influenza di Winifred fu così forte su Hitler che egli scrisse persino una lettera ad Arturo Toscanini - antifascista - per pregarlo di dirigere il Festival. Toscanini rifiutò ma comunque diresse nel 1930 Tristan und Isolde e Tannhäuser e nel 1931 Parsifal e Tannhäuser. 
Dal 1933 al '42, il Festival fu diretto principalmente da Karl Elmendorff.
Wilhelm Furtwängler nel 1931 diresse Tristan und Isolde, nel 1936 Der Ring des Nibelungen, Parsifal e Lohengrin, nel 1937 Der Ring des Nibelungen e Parsifal e nel 1943 Die Meistersinger von Nürnberg.
Fu proprio sotto il Terzo Reich che a Bayreuth si fece la prima rottura con la tradizione, abbandonando i set ottocenteschi ormai rovinati creati da Wagner. Molti protestarono per il cambiamento, compresi famosi direttori d'orchestra come lo stesso Toscanini e Richard Strauss che nel 1894 vi diresse Tannhäuser e nel 1933 (nella vecchia versione) e 1934 (nella nuova versione) Parsifal, e persino alcuni membri della famiglia Wagner. 
Secondo il loro parere, qualsiasi cambiamento equivaleva a un sacrilegio nei confronti del Maestro. Tuttavia, Hitler approvò tali innovazioni, aprendo in questo modo la via agli ulteriori cambiamenti dei decenni successivi.
Durante la guerra, il Festival venne direttamente gestito dal Partito, che organizzava concerti per i feriti tornati dal fronte (gli "ospiti del Führer").

## La Nuova Bayreuth
I due terzi della città di Bayreuth furono distrutti dai bombardamenti nelle ultime fasi della guerra, compresa la villa della famiglia Wagner, Haus Wahnfried. 
Il teatro fu risparmiato ma venne provocatoriamente utilizzato dagli Alleati come music-hall per spettacoli afro-americani (i soldati di guarnigione si portarono via come souvenir i tre corni da caccia utilizzati in una scena del Crepuscolo, strumenti che furono rimpiazzati solo vent'anni dopo durante l'incisione della Tetralogia di Solti). 
Dopo la guerra, Winifred Wagner fu condannata dal tribunale di denazificazione per il suo sostegno al Nazismo. La corte la sollevò anche dall'amministrazione del Festival, e i suoi poteri passarono ai suoi due figli maggiori, Wieland e Wolfgang Wagner.
Il Festival riaprì nel 1951 non senza accesissime polemiche. 
Il primo presidente della Repubblica Federale Tedesca, Theodor Heuss, vedeva in Bayreuth l'ingombrante strascico di un passato da dimenticare, e si rifiutò di presenziarvi. 
Si pensò anche ad una sovrintendenza internazionale del teatro guidata da Thomas Mann e, del resto, ben pochi direttori erano disposti a ridiscendere in quel golfo mistico. 
Alla fine, si trovarono disponibili l'antinazista Hans Knappertsbusch e il più giovane Herbert von Karajan, pure interessato da un processo di denazificazione. 
Al primo si deve la riapertura assoluta, nel 1951, inaugurata da quella memorabile interpretazione del Parsifal che resterà come pietra miliare nella storia della discografia. Al secondo si deve la registrazione del Tristano nel '52. 
Sono gli anni d'oro del rinascente Festival, che vede la partecipazione di artisti quali Wolfgang Windgassen, Hermann Uhde, Astrid Varnay, Birgit Nilsson, George London, Clemens Krauss e tutta la lista che oggi costituisce il patrimonio delle registrazioni storiche effettuate dal vivo.
Sotto la direzione di Wieland Wagner, la Nuova Bayreuth entrò in una fase a dir poco rivoluzionaria. La pesante, immobile e - per certi versi - antipatica atmosfera che si respirava all'interno della casta familiare che dirigeva il teatro, cominciò ad aprirsi a nuove idee. Il Festival aveva bisogno di pubblico, non solo di wagneriani eletti e sempre più settari. I collegamenti radiofonici cominciarono a diffondere le esecuzioni dal vivo, mentre i pullman delle case discografiche sostavano sempre più spesso all'esterno del teatro. Sparirono i set elaborati e legati a scenografie di carattere naturalistico, a favore di produzioni minimaliste e post-moderne. In confronto, i cambiamenti attuati da Hitler apparvero poca cosa. Per la prima volta nella storia del Festival, il pubblico fischiò alla fine delle rappresentazioni. Wieland fu criticato in particolar modo per la messa in scena dei Maestri Cantori del 1956, che spogliò l'opera della sua magniloquenza; i conservatori non gradirono la rottura di questa "sacra tradizione germanica".
Wieland difendeva i cambiamenti presentandoli come un tentativo di creare un "palcoscenico invisibile" che consentisse agli spettatori di sperimentare a pieno gli aspetti sociali del dramma, senza l'appesantimento e la distrazione dei set elaborati. Altri sostenevano che spogliando le opere di Wagner dai loro aspetti tedeschi e storici, Wieland stesse in realtà cercando di distanziare Bayreuth dai compromessi politici del suo recente passato e di creare produzioni di respiro più universale. A distanza di qualche tempo, molti dei critici giunsero ad apprezzare la bellezza unica della reinterpretazione di Wieland. Essa spogliò le recite da qualsiasi inutile orpello - orpello che, nei tempi moderni, risultava perfino ridicolo se paragonato coi fenomenali effetti speciali cinematografici - coinvolgendo lo spettatore esclusivamente con la musica e la recitazione, come se la vicenda si svolgesse più nell'immaginazione che sulla scena. In fondo, era la stessa idea che aveva avuto Wagner, portata alle estreme conseguenze.
Le produzioni innovative di Wieland portavano automaticamente a fare il confronto con quelle del fratello minore Wolfgang, che i critici all'unanimità giudicavano poco ispirate. Se le messe in scena di Wieland erano radicali, quelle di Wolfgang erano piuttosto conservative. Sebbene anch'egli fosse minimalista nell'approccio, Wolfgang risuscitò molti degli elementi naturalistici e romantici delle produzioni pre-belliche. Perciò, quando Wieland morì prematuramente di cancro nel 1966, molti si chiesero se Bayreuth avesse un futuro. Si cominciò a mettere in dubbio la supremazia di Bayreuth sugli altri teatri d'opera tedeschi, e qualcuno suggerì che le rappresentazioni wagneriane più interessanti si dovevano cercare altrove.
Nel 1973, alle prese con le critiche crescenti e con aspri scontri all'interno della famiglia Wagner, l'organizzazione del Festival fu trasferita alla nuova Fondazione Richard Wagner. A capo di essa erano i membri della famiglia Wagner e altri nominati dallo Stato. In qualità di Presidente, Wolfgang Wagner rimase a capo dell'amministrazione, posizione che comunque non era mai stata messa in dubbio.

## LaWagner Werkstatt
Mentre Wolfgang Wagner continuò ad amministrare il festival, all'inizio degli anni Settanta le produzioni venivano curate da un ristretto gruppo di nuovi e giovani direttori d'orchestra e registi, che formava ciò che Wolfgang chiamava Werkstatt Bayreuth (l'Officina di Bayreuth). L'idea alla base di ciò era trasformare il festival in un'opportunità per direttori e registi di sperimentare nuovi metodi di messa in scena delle opere. Il cambiamento fu necessario, poiché era impossibile per Wolfgang amministrare e contemporaneamente dirigere artisticamente il festival. Si dimostrò anche un'occasione per Bayreuth per rinnovarsi ad ogni produzione. Ingmar Bergman, che aveva curato una famosa versione svedese di Die Zauberflöte di Mozart, declinò l'invito a dirigere il festival.
La produzione più significativa della Werkstatt Bayreuth fu senza dubbio il Ring del Centenario (1976) per la regia del francese Patrice Chéreau e la direzione musicale di Pierre Boulez. 
Chereau si servì di uno scenario ottocentesco rivisitato per presentare l'interpretazione di George Bernard Shaw del Ring come metafora sociale dello sfruttamento della classe lavoratrice da parte della classe capitalista nell'800. 
Si vide così Wotan col cappello a cilindro e i nibelunghi tratteggiati come gli schiavi-operai sotto la gigantesca ruota della Rivoluzione Industriale. Il pubblico si divise fra coloro che ritennero la produzione offensiva e coloro che la giudicarono il miglior Ring di sempre. L'acceso contrasto tra sostenitori e detrattori non aveva precedenti nella storia del Festival. La recitazione e la parte musicale, comunque, furono senza dubbio fra i migliori mai visti nella storia del dramma.
Altri notevoli direttori che parteciparono alla Werkstatt Bayreuth furono Jean-Pierre Ponnelle, Sir Peter Hall della Royal Shakespeare Company, Goetz Friedrich e Harry Kupfer, entrambi dell'Opera di Stato di Berlino, dell'allora Germania est. In conclusione, la decisione di Wolfgang di introdurre registi sperimentatori aiutò Bayreuth a ringiovanirsi e a ristabilire la sua reputazione di leader mondiale nel campo dell'opera wagneriana.

## Bayreuth nel XXI secolo
Il festival è stato amministrato per 57 anni da Wolfgang Wagner, che, sebbene ultraottantenne, ha rifiutato di ritirarsi fino all'aprile 2008, nonostante i 21 membri del consiglio di amministrazione abbiano votato nel 2001 perché sua figlia, Eva Wagner-Pasquier, gli succedesse. Wolfgang al contrario ha progettato di lasciare la sua eredità alla seconda moglie, Gudrun, e alla loro figlia Katharina. Wagner ha rassegnato le dimissioni l'8 aprile 2008, ma la notizia è stata diffusa solo tre settimane dopo.
Nonostante le faide familiari per il controllo, il festival attira migliaia di ammiratori di Wagner a Bayreuth ogni estate. Accaparrarsi un biglietto è estremamente difficile, poiché la domanda (stimata a 500.000) supera abbondantemente l'offerta (58.000 posti); il tempo di attesa è tra i cinque e i dieci anni. Sebbene i biglietti siano assegnati prevalentemente tramite lotteria, una preferenza viene data ai membri della Società degli Amici di Bayreuth (finanziatori), patroni celebri, e wagneriani entusiasti.
Una nuova produzione del Ring è presentata ogni cinque-sette anni, dopo un anno in cui non viene presentata alcuna parte della Tetralogia. Negli anni in cui c'è il Ring, vengono messi in scena solo altri tre drammi, altrimenti cinque.

## Direttori del Festival
I direttori artistici del festival (Festspielleiter) sono stati sempre membri della famiglia Wagner (dal 1973 in rappresentanza della Fondazione Wagner).
- Richard Wagner (1876-1883)
- Cosima Liszt Wagner (1883-1908)
- Siegfried Wagner (1908-1930)
- Winifred Williams Wagner (1930-1945)
- Wieland Wagner e Wolfgang Wagner (1951- 1966)
- Wolfgang Wagner (1967-2008)
- Eva Wagner Pasquier e Katharina Wagner (2008- 2015)
- Katharina Wagner (2015 - in carica)

## Cronologia dei Festival
| Anno          | Opera                                              | Messa in scena          |
| ------------- | -------------------------------------------------- | ----------------------- |
| 1876          | Der Ring des Nibelungen                            | Richard Wagner          |
| 1882 (– 1933) | Parsifal                                           | Richard Wagner          |
| 1886 (– 1906) | Tristan und Isolde                                 | Cosima Wagner           |
| 1888 (– 1899) | Die Meistersinger von Nürnberg                     | August Harlacher        |
| 1891 (– 1904) | Tannhäuser und der Sängerkrieg auf Wartburg        | Cosima Wagner           |
| 1894 (– 1909) | Lohengrin                                          | Cosima Wagner           |
| 1896 (– 1931) | Der Ring des Nibelungen                            | Cosima Wagner           |
| 1901 (– 1902) | Der fliegende Holländer                            | Siegfried Wagner        |
| 1911 (– 1925) | Die Meistersinger von Nürnberg                     | Siegfried Wagner        |
| 1914          | Der fliegende Holländer                            | Siegfried Wagner        |
| 1927 (– 1931) | Tristan und Isolde                                 | Siegfried Wagner        |
| 1930 (– 1931) | Tannhäuser und der Sängerkrieg auf Wartburg        | Siegfried Wagner        |
| 1933 (– 1934) | Die Meistersinger von Nürnberg                     | Heinz Tietjen           |
| 1933 (– 1942) | Der Ring des Nibelungen                            | Heinz Tietjen           |
| 1934 (– 1936) | Parsifal                                           | Heinz Tietjen           |
| 1936 (– 1937) | Lohengrin                                          | Heinz Tietjen           |
| 1937 (– 1939) | Parsifal                                           | Heinz Tietjen           |
| 1938 (– 1939) | Tristan und Isolde                                 | Heinz Tietjen           |
| 1939 (– 1942) | Der fliegende Holländer                            | Heinz Tietjen           |
| 1943 (– 1944) | Die Meistersinger von Nürnberg                     | Heinz Tietjen           |
| 1951 (– 1973) | Parsifal                                           | Wieland Wagner          |
| 1951 (– 1952) | Die Meistersinger von Nürnberg                     | Rudolf Otto Hartmann    |
| 1951 (– 1958) | Der Ring des Nibelungen                            | Wieland Wagner          |
| 1952 (– 1953) | Tristan und Isolde                                 | Wieland Wagner          |
| 1953 (– 1954) | Lohengrin                                          | Wolfgang Wagner         |
| 1954 (– 1955) | Tannhäuser und der Sängerkrieg auf Wartburg        | Wieland Wagner          |
| 1955 (– 1956) | Der fliegende Holländer                            | Wolfgang Wagner         |
| 1956 (– 1960) | Die Meistersinger von Nürnberg                     | Wieland Wagner          |
| 1957 (– 1959) | Tristan und Isolde                                 | Wolfgang Wagner         |
| 1958 (– 1962) | Lohengrin                                          | Wieland Wagner          |
| 1959 (– 1965) | Der fliegende Holländer                            | Wieland Wagner          |
| 1960 (– 1964) | Der Ring des Nibelungen                            | Wolfgang Wagner         |
| 1961 (– 1967) | Tannhäuser und der Sängerkrieg auf Wartburg        | Wieland Wagner          |
| 1962 (– 1970) | Tristan und Isolde                                 | Wieland Wagner          |
| 1963 (– 1964) | Die Meistersinger von Nürnberg                     | Wieland Wagner          |
| 1965 (– 1968) | Der Ring des Nibelungen                            | Wieland Wagner          |
| 1967 (– 1972) | Lohengrin                                          | Wolfgang Wagner         |
| 1968 (– 1975) | Die Meistersinger von Nürnberg                     | Wolfgang Wagner         |
| 1969 (– 1971) | Der fliegende Holländer                            | August Everding         |
| 1970 (– 1975) | Der Ring des Nibelungen                            | Wolfgang Wagner         |
| 1972 (– 1978) | Tannhäuser und der Sängerkrieg auf Wartburg        | Götz Friedrich          |
| 1974 (– 1977) | Tristan und Isolde                                 | August Everding         |
| 1975 (– 1981) | Parsifal                                           | Wolfgang Wagner         |
| 1976 (– 1980) | Der Ring des Nibelungen (il "Ring del Centenario") | Patrice Chéreau         |
| 1978 (– 1985) | Der fliegende Holländer                            | Harry Kupfer            |
| 1979 (– 1982) | Lohengrin                                          | Götz Friedrich          |
| 1981 (– 1987) | Tristan und Isolde                                 | Jean-Pierre Ponnelle    |
| 1981 (– 1988) | Die Meistersinger von Nürnberg                     | Wolfgang Wagner         |
| 1982 (– 1988) | Parsifal                                           | Götz Friedrich          |
| 1983 (– 1986) | Der Ring des Nibelungen                            | Peter Hall              |
| 1985 (– 1995) | Tannhäuser und der Sängerkrieg auf Wartburg        | Wolfgang Wagner         |
| 1987 (– 1993) | Lohengrin                                          | Werner Herzog           |
| 1988 (– 1992) | Der Ring des Nibelungen                            | Harry Kupfer            |
| 1989 (– 2001) | Parsifal                                           | Wolfgang Wagner         |
| 1990 (– 1999) | Der fliegende Holländer                            | Dieter Dorn             |
| 1993 (– 1999) | Tristan und Isolde                                 | Heiner Müller           |
| 1994 (– 1999) | Der Ring des Nibelungen                            | Alfred Kirchner         |
| 1996 (– 2002) | Die Meistersinger von Nürnberg                     | Wolfgang Wagner         |
| 1999 (– 2005) | Lohengrin                                          | Keith Warner            |
| 2000 (– 2004) | Der Ring des Nibelungen                            | Jürgen Flimm            |
| 2002 (– 2007) | Tannhäuser und der Sängerkrieg auf Wartburg        | Philippe Arlaud         |
| 2003 (– 2006) | Der fliegende Holländer                            | Claus Guth              |
| 2004 (– 2007) | Parsifal                                           | Christoph Schlingensief |
| 2005 (– 2012) | Tristan und Isolde                                 | Christoph Marthaler     |
| 2006 (– 2010) | Der Ring des Nibelungen                            | Tankred Dorst           |
| 2007 (– 2011) | Die Meistersinger von Nürnberg                     | Katharina Wagner        |
| 2008 (– 2012) | Parsifal                                           | Stefan Herheim          |
| 2010 (- 2015) | Lohengrin                                          | Hans Neuenfels          |
| 2011 (– 2014) | Tannhäuser und der Sängerkrieg auf Wartburg        | Sebastian Baumgarten    |
| 2012 (– 2018) | Der fliegende Holländer                            | Jan Philipp Gloger      |
| 2013 (– 2017) | Der Ring des Nibelungen                            | Frank Castorf           |
| 2015 (– 2019) | Tristan und Isolde                                 | Katharina Wagner        |
| 2016 (– 2019) | Parsifal                                           | Uwe Eric Laufenberg     |
| 2017 (– ?)    | Die Meistersinger von Nürnberg                     | Barrie Kosky            |
| 2018 (– ?)    | Lohengrin                                          | Yuval Sharon            |
| 2019 (– ?)    | Tannhäuser und der Sängerkrieg auf Wartburg        | Tobias Kratzer          |

## Discografia
Una rappresentazione a Bayreuth costituisce indubbiamente l'ideale per quanto concerne la suggestione dell'ambiente e dell'acustica, dove l'abbondante orchestrazione viene attutita dal golfo mistico e si amalgama perfettamente con la voce dei cantanti. Ma nelle incisioni discografiche tale effetto risulta sensibilmente sbilanciato, relegando la musica (che in Wagner è fondamentale) ad un sottofondo di spesso non facile ascolto. Le voci dei cantanti sovrastano irreparabilmente certe sfumature e passaggi orchestrali, specialmente nelle incisioni storiche monofoniche. Non è sempre vero, quindi, che una registrazione effettuata nel tempio wagneriano sia per forza migliore di un'incisione dell'orchestra Filarmonica di Vienna, o di quelle di Berlino o di Chicago (orchestre tecnicamente superiori, basti ascoltare l'energia e lo splendore sonoro che animano la Tetralogia o il Tannhauser diretti a Vienna da Georg Solti, paragonati ai più sfocati Ring di Bayreuth). Un discorso a parte meritano le recite del Parsifal, la cui orchestrazione fu scritta su misura da Wagner per il golfo mistico del suo teatro (valgano come esempio i due memorabili Parsifal firmati da Knappertsbusch a Bayreuth nel 1951 e nel 1962).

### DVD
- Anello del Nibelungo - Boulez/McIntyre/Egel/Schwarz, regia Patrice Chéreau, 1980 Deutsche Grammophon
- Götterdammerung (Bayreuth Festival 2008) - Thielemann, Opus Arte/Naxos
- Lohengrin - Schneider/Frey/Studer/Schnaut, regia Werner Herzog, 1991 Deutsche Grammophon
- Lohengrin (Bayreuth Festival, 2011) - Andris Nelsons, regia Hans Neuenfels, Opus Arte/Naxos
- Maestri cantori di Norimberga - Stein/Weikl/Prey/Egel, scene e supervisione Wolfgang Wagner, 1984 Deutsche Grammophon
- Die Meistersinger von Nürnberg (Bayreuth Festival, 2008) - Sebastian Weigle, regia Katharina Wagner, Opus Arte/Naxos
- Olandese volante - Nelsson/Estes/Balslev, regia Harry Kupfer, 1985 Deutsche Grammophon
- Der Fliegende Holländer (Bayreuth Festival, 2013) - Christian Thielemann, regia Jan Philipp Gloger, Opus Arte/Naxos
- Oro del Reno - Boulez/McIntyre/Egel/Schwarz, regia Patrice Chereau, 1980 Deutsche Grammophon
- Parsifal - Stein/Weikl/Salminen/Sotin, scene e supervisione Wolfgang Wagner, 1981 Deutsche Grammophon
- Parsifal (Bayreuth Festival, 1998) - Giuseppe Sinopoli, regia Wolfgang Wagner, C Major/Naxos
- Sigfrido - Boulez/Jung/Zednik/Jones/Becht, regia Patrice Chéreau, 1980 Deutsche Grammophon
- Tannhäuser - Davis/Wenkoff/Weikl/Sotin, regia Götz Friedrich, 1978 Deutsche Grammophon
- Tannhäuser (Bayreuth Festival, 2014) - Axel Kober, regia Sebastian Baumgarten, Opus Arte/Naxos
- Tristano e Isotta - Thielemann/Gould/Herlitzius/Zeppenfeld/Paterson, 2015 Deutsche Grammophon
- Tristano e Isotta - Barenboim/Jerusalem/Meier, regia Heiner Müller, 1995 Deutsche Grammophon
- Tristano e Isotta - Barenboim/Kollo/Meier/Salminen, regia Jean-Pierre Ponnelle, 1983 Deutsche Grammophon
- Tristan und Isolde (Bayreuth Festival, 2009) - Peter Schneider, regia Christoph Marthaler, Opus Arte/Naxos
- Walkiria - Boulez/Hofmann/Altmeyer/Jones, regia Patrice Chéreau, 1980 Deutsche Grammophon
- Die Walküre (Bayreuth Festival, 2010) - Christian Thielemann, regia Tankred Dorst, Opus Arte/Naxos
- Die Walküre (1992), cast: Secunde, Elming, Tomlinson, Evans; regista: Harry Kupfer, Warner Classics

### Laserdisc
- Tristan und Isolde (1983) Direttore: Daniel Barenboim, Orchestra del Festival di Bayreuth, regia di Jean-Pierre Ponnelle; interpreti: René Kollo, Johanna Meier, Matti Salminen, Hermann Becht, Hanna Schwarz, Unitel, Laserdisc Philips 070-509-1

### VHS
- Die Meistersinger von Nürnberg (1984) direttore: Horst Stein, Orchestra del Festival di Bayreuth, regia di Wolfgang Wagner, Video regia: Brian Large, interpreti: Bernd Weikl, Siegfried Jerusalem, Hermann Prey, Mari Anne Häggander, Graham Clark, Unitel

### CD

#### Produzioni storiche
- 100 Jahre Bayreuth auf Schallplatte: The Early Festival Singers, 1887-1906, Gebhardt Records

Questo box di 12 CD riunisce insieme tutte le superstiti registrazioni della Gramophone and Typewriter Company del 1904 a Bayreuth, che includono alcuni degli artisti presenti al primo festival del 1876. Ascolta
- First Bayreuth Recordings Vol. 1: Tristan und Isolde (1928) dir. Karl Elmendorff, interpreti: Anny Helm, Gustav Rodin, Label: Grammofono 2000
- Parsifal (dal vivo):

(1950) dir. Vittorio Gui - si tratta di una registrazione in lingua italiana con Maria Callas, il cui valore è però inficiato dai tanti tagli-(1951) dir. Hans Knappertsbusch - (1953) dir. Clemens Krauss - (1956) dir. Hans Knappertsbusch - (1960) dir. Hans Knappertsbusch - (1962) dir. Hans Knappertsbusch - (1964) dir. Hans Knappertsbusch; questa è l'ultima testimonianza discografica del grande "Kna" a Bayreuth; infatti, morirà nel 1965
- Lohengrin (dal vivo):

(1953) dir. Joseph Keilberth - (1954) dir. Eugen Jochum - (1958) dir. André Cluytens
- Tristano e Isotta (dal vivo):

(1928) dir. Karl Elmendorff - (1952) dir. Herbert von Karajan - (1953) dir. Eugen Jochum - (1966) dir. Karl Bohm
- I Maestri Cantori di Norimberga (dal vivo):

(1943) dir. Hermann Abendroth - (1952) dir. Hans Knappertsbusch - (1956) dir. André Cluytens - (1960) dir. Hans Knappertsbusch
- L'Anello del Nibelungo (integrale, dal vivo):

(1952) dir. Joseph Keilberth - (1953) dir. Clemens Krauss - (1956, 1957, 1958) dir. Hans Knappertsbusch - (1966) dir. Karl Bohm
- Il Crepuscolo degli dei (dal vivo):

(1942) dir. Karl Elmendorff - (1951) dir. Hans Knappertsbusch
- Tannhauser (dal vivo):

(1930) dir. Karl Elmendorff - (1954) dir. Joseph Keilberth - (1962) dir. Wolfgang Sawallisch
- L'Olandese volante (dal vivo):

(1955) dir. Hans Knappertsbusch - (1955, 1956) dir. Joseph Keilberth
- Registrazione radio originale dalla Deutsches Rundfunk. Sono le rappresentazioni per i feriti tedeschi durante la Seconda guerra mondiale.